# Ярославське сільське поселення (Моргауський район)
Яросла́вське сільське поселення (рос. Ярославское сельское поселение) — муніципальне утворення у складі Моргауського району Чувашії, Росія. Адміністративний центр — присілок Ярославка.

## Склад
До складу поселення входять такі населені пункти:
| Населений пункт        | Населення, осіб (2010) |
| ---------------------- | ---------------------- |
| Єлжихово, присілок     | 147                    |
| Єлхово, присілок       | 57                     |
| Іхонькіно, присілок    | 70                     |
| Лебьодкіно, присілок   | 156                    |
| Ніскаси, присілок      | 409                    |
| Нове Чемеєво, присілок | 89                     |
| Хозанчино, присілок    | 40                     |
| Чемеєво, село          | 123                    |
| Ярославка, присілок    | 435                    |